# Patrik Kallin
Patrik Kallin (ur. 4 stycznia 1979 w Härnösand) – szwedzki niepełnosprawny curler, brązowy medalista paraolimpijski z Vancouver 2010.
Uczestniczył w Zimowych Igrzyskach Paraolimpijskich 2010 jako rezerwowy w reprezentacji Szwecji dowodzonej przez Jalle Jungnella. Zespół Round Robin zakończył bilansem 5 wygranych i 4 przegranych meczów, Kallin nie zagrał w żadnym ze spotkań fazy grupowej. Wystąpił natomiast w trzech ostatnich meczach, zastępując Glenna Ikonena. Szwedzi w meczu barażowym wygrali 6:5 z Włochami (Andrea Tabanelli), w półfinale ulegli 5:10 Kanadyjczykom (Jim Armstrong). Uplasowali się na najniższym stopniu podium, w małym finale pokonali 7:5 Amerykanów (Augusto Jiminez Perez).
Kallin zagrywał 3. i 4. kamienie na Mistrzostwach Świata 2011 i 2012. Zupełnie inne drużyny Trzech Koron zajęły odpowiednio 8. i 6. miejsce. Lepiej zespół Kallina spisywał się podczas Mistrzostwa Świata 2013, kiedy to Szwedzi z pierwszego miejsca w Round Robin awansowali do fazy play-off. W pierwszym meczu pokonali 6:5 Kanadyjczyków (Jim Armstrong) i trafili do finału. W decydującym spotkaniu, również przeciwko Kanadzie Europejczycy przegrali 3:4. 

## Drużyna
|           | Czwarty/-a     | Trzeci/-a     | Drugi/-a      | Otwierający/-a   |
| --------- | -------------- | ------------- | ------------- | ---------------- |
| 2012/2013 | Jalle Jungnell | Glenn Ikonen  | Patrik Kallin | Kristina Ulander |
| 2011/2012 | Jalle Jungnell | Glenn Ikonen  | Patrik Kallin | Anette Wilhelm   |
| 2010/2011 | Glenn Ikonen   | Patrik Burman | Patrik Kallin | Kristina Ulander |